# Juan Antonio Jimenez
Juan Antonio Jimenez, född den 11 maj 1959 i Castro del Río i Spanien, är en spansk ryttare.
Han tog OS-silver i lagtävlingen i dressyr i samband med de olympiska ridsporttävlingarna 2004 i Aten.